# 왜알흐세오우

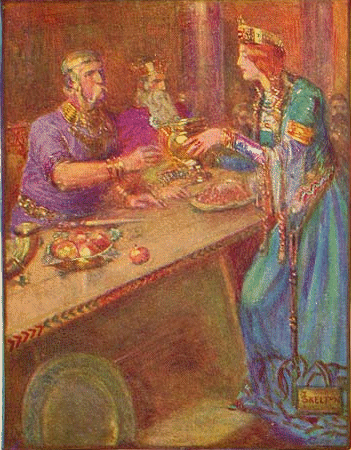
연회 중에 안주인 노릇을 하고 있는 왜알흐세오우.

왜알흐세오우(고대 영어: Wealhþēow [ˈwæɑ̯lxθeːo̯w])는 앵글로색슨어 서사시 《베오울프》에 등장하는 데인인의 왕비이며, 울핑족 출신이다. 제612절에 처음 등장한다.
데인 왕 흐로드가르와 결혼하여 흐레드릭과 흐로드문드라는 두 아들과 프래와루라는 딸 하나를 낳았다. "왜알흐세오우"라는 이름이 무슨 뜻인지에 대해서는 의견들이 분분하다. 한 설에서는 "왜알흐"가 “켈트어 또는 로마어 사용자”를 의미하는 왈하즈(ᚹᚨᛚᚺᚨᛉ)에서 왔고 "세오우"는 스렐과 같은 뜻이라 하여 “외국인 노예”라고 해석하기도 한다. 《베오울프》 제2017절에서 흐로드가르는 그녀와의 결혼을 “평화의 혈연 맹세(friðusibb folca)”라고 하는데, 이는 왜알흐세오우와 흐로드가르의 결혼이 울핑족과 스킬둥족 사이의 정략결혼이었음을 직접적으로 나타낸다. 제620절에서는 그녀를 “헬름 일족의 아가씨”라고 하는데 헬름은 울핑족의 족장 이름이다. 제1168절에서는 또한 그녀를 “스킬딩족의 아가씨”라고도 하여 결혼과 출산으로 이들이 맺어지게 되었음을 나타낸다.